# Joseph Ernest Oscar Gladu
Pour les articles homonymes, voir Gladu.
Joseph Ernest Oscar Gladu (25 octobre 1870-25 décembre 1920) fut un notaire et homme politique fédéral du Québec.

## Biographie
Né à Saint-François-du-Lac dans la région du Centre-du-Québec, il étudia au Collège jésuite de Montréal. 
Élu député du Parti libéral du Canada dans la circonscription fédérale de Yamaska en 1904, il fut réélu en 1908. Défait en par le conservateur Albéric-Archie Mondou en 1911, il retrouva son siège en 1917. Il mourut en fonction en 1920 à l'âge de 50 ans.
Son père, Victor Gladu, fut député provincial de Yamaska de 1886 à 1897.